# Xã Jackson, Quận Sargent, Bắc Dakota
Xã Jackson (tiếng Anh: Jackson Township) là một xã thuộc quận Sargent, tiểu bang Bắc Dakota, Hoa Kỳ. Năm 2010, dân số của xã này là 33 người.